# Fauquier County
Fauquier County ist ein County im Bundesstaat Virginia der Vereinigten Staaten. Bei der Volkszählung im Jahr 2020 hatte das County 72.972 Einwohner und eine Bevölkerungsdichte von 43 Einwohnern pro Quadratkilometer. Der Verwaltungssitz (County Seat) ist Warrenton.

## Geographie
Fauquier County liegt nordnordöstlich des geographischen Zentrums von Virginia, ist im Norden und Osten jeweils etwa 35 km von Maryland entfernt und hat eine Fläche von 1687 Quadratkilometern, wovon vier Quadratkilometer Wasserfläche sind. Es grenzt im Uhrzeigersinn an folgende Countys: Loudoun County, Prince William County, Stafford County, Culpeper County, Rappahannock County, Warren County und Clarke County.

## Geschichte
Gebildet wurde es 1759 aus Teilen des Prince William County. Benannt wurde es nach Francis Fauquier, einem Vizegouverneur von Virginia zu jener Zeit.

## Demografische Daten

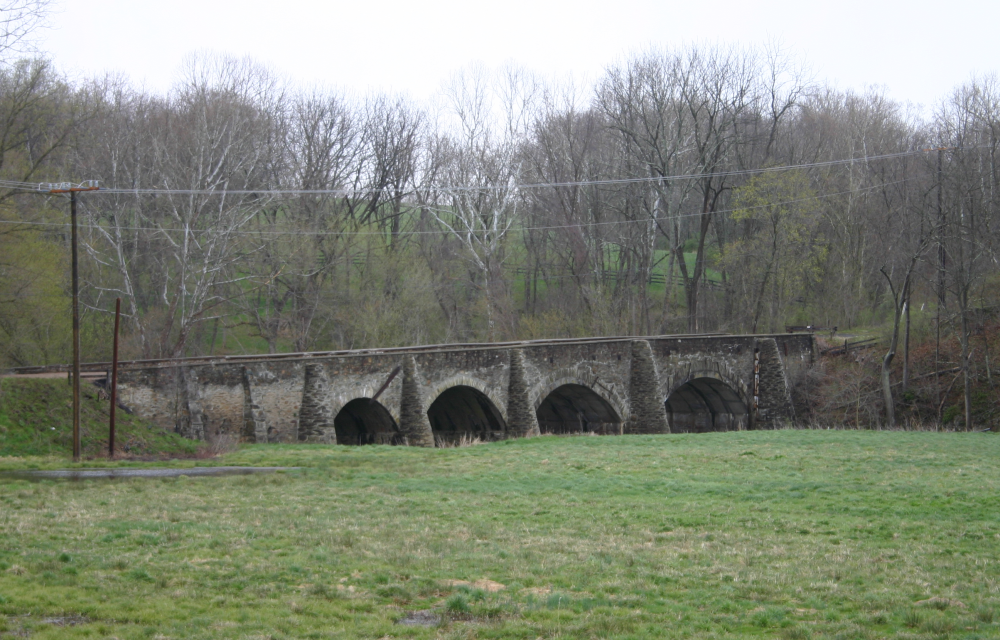
Brücke über den Goose Creek, abseits der US 50

Alterspyramide des Fauquier County

Nach den Angaben des United States Census 2000 lebten im Fauquier County 55.139 Menschen in 19.842 Haushalten und 15.139 Familien. Die Bevölkerungsdichte betrug 33 Einwohner pro Quadratkilometer. Ethnisch betrachtet setzte sich die Bevölkerung zusammen aus 88,39 Prozent Weißen, 8,79 Prozent Afroamerikanern, 0,26 Prozent amerikanischen Ureinwohnern, 0,59 Prozent Asiaten, 0,03 Prozent Bewohnern aus dem pazifischen Inselraum und 0,60 Prozent aus anderen ethnischen Gruppen; 1,33 Prozent stammten von zwei oder mehr Ethnien ab. 2,02 Prozent der Bevölkerung waren spanischer oder lateinamerikanischer Abstammung.
Von den 19.842 Haushalten hatten 36,1 Prozent Kinder und Jugendliche unter 18 Jahre, die bei ihnen lebten. 63,8 Prozent waren verheiratete, zusammenlebende Paare, 8,6 Prozent waren allein erziehende Mütter, 23,7 Prozent waren keine Familien, 18,7 Prozent waren Singlehaushalte und in 6,2 Prozent lebten Menschen im Alter von 65 Jahren oder darüber. Die Durchschnittshaushaltsgröße betrug 2,75 und die durchschnittliche Familiengröße lag bei 3,14 Personen.
Auf das gesamte County bezogen setzte sich die Bevölkerung zusammen aus 26,8 Prozent Einwohnern unter 18 Jahren, 6,4 Prozent zwischen 18 und 24 Jahren, 30,3 Prozent zwischen 25 und 44 Jahren, 26,0 Prozent zwischen 45 und 64 Jahren und 10,5 Prozent waren 65 Jahre alt oder darüber. Das Durchschnittsalter betrug 38 Jahre. Auf 100 weibliche Personen kamen 97,7 männliche Personen. Auf 100 Frauen im Alter von 18 Jahren oder darüber kamen statistisch 95,4 Männer.
Das jährliche Durchschnittseinkommen eines Haushalts betrug 61.999 USD, das Durchschnittseinkommen der Familien betrug 69.507 USD. Männer hatten ein Durchschnittseinkommen von 45.484 USD, Frauen 31.738 USD. Das Prokopfeinkommen betrug 28.757 USD. 3,7 Prozent der Familien und 5,4 Prozent der Bevölkerung lebten unterhalb der Armutsgrenze. Davon waren 4,7 Prozent Kinder oder Jugendliche unter 18 Jahre und 8,7 Prozent waren Menschen über 65 Jahre.